# Madam Palm
Madam Palm, i Skaraborg är även känd vid namnet Salaholms rosengylling, är en äppelsort av okänt ursprung. Äpplet är stort, och dess bleka skal är mestadels av en grön färg. Köttet är saftigt, och Madam Palm mognar omkring oktober/november. Äpplet bättre i köket, än som ätäpple. I Sverige odlas Madam Palm gynnsammast i zon I-III.